# Костянтин Хаджипанзов
Костянтин Хаджипанзов (болг. Константин Хаджипанзов; англ. Konstantin Hadjipanzov; 1958, Софія) — болгарський актор та дипломат. Генеральний консул Болгарії в Одесі (Україна) (2000—2004).

## Життєпис
Народився у 1958 році в Софії, Болгарія. Закінчив Університет театру і кіно «Крастю Саравофа».
До того, як отримати диплом актора, він працював асистентом-продюсером на «Бояна» Production Studios. Він зіграв у більш ніж 30 театральних виставах, багатьох мюзиклах і фільмах у складі болгарських, американських, іспанських та німецьких акторів. Також працював ведучим радіопрограм на «Експрес радіо» та співведучим ранкової телепередачі.
Під час демократичних змін у Болгарії він активно включається в політику і обіймав посаду заступника головного державного секретаря міністерства Зборів.
Пізніше він був призначений на дипломатичну посаду в Державному департаменті. Був Генеральним консулом Болгарії в українському місті Одеса.
До переїзду до Сполучених Штатів Костянтин Хаджипанзов був продюсером фільмів і телешоу.

## Фільмографія
- 1995 Хижий птах (США, Болгарія)[6]
- 1994 Будь ласка, Росіто! (Іспанія)
- 1992 Собака на дорозі (Швейцарія, Югославія, Німеччина)
- 1992 Вампіри, примари (Болгарія)
- 1985 Борис I (Болгарія)
- 1983 Третій бік монети (Болгарія)